# Acacia collina
Acacia collina é uma espécie de leguminosa do gênero Acacia, pertencente à família Fabaceae.